# Martynówka (gmina Łohiszyn)
Martynówka k/Łohiszyna – osada wojskowa, położona w gminie Łohiszyn, około 5 km na południowy zachód od miasta (przybliżone współrzędne geograficzne 52°17′13,985″N 25°54′52,700″E/52,287218 25,914639), obecnie nie istnieje, wymieniana jako miejsce zamieszkania osadników wojskowych, żołnierzy wojny 1920 roku, m.in. Michał Czapski, Jan Golisz, Tomasz Korolewicz, Józef Nizioł, Józef Obara, Józef Parchański, Michał Petrukowicz, Ignacy Petrukowicz, Tomasz Sumiński, Franciszek Wutka. Część mieszkańców wymordowano. Po deportacjach w 1940 roku, m.in. w rejon Archangielska, osada zniknęła z map. Obecnie na terenie Białorusi w obwodzie brzeskim.